# Cratere Lovecraft
Lovecraft è un cratere da impatto sulla superficie di Mercurio.
Il nome del cratere è stato adottato dall'Unione Astronomica Internazionale dedicandolo allo scrittore statunitense Howard Phillips Lovecraft.